# Rio Cucuieţi (Trotuş)
O Rio Cucuieţi é um rio da Romênia, afluente do Trotuş, localizado no distrito de Bacău.